# 北上市立図書館
北上市立図書館（きたかみしりつとしょかん）は岩手県北上市にある公共図書館である。

## 図書館
- 北上市立中央図書館

〒024-0093 北上市本石町二丁目5番35号
開館時間：午前9時から午後7時（土日祝日は午前9時から午後6時）
休館日：月曜日、年末年始（12月28日～翌年1月4日）
- 北上市立江釣子図書館

〒024-0071 北上市上江釣子17地割116番地
開館時間：午前9時から午後5時
休館日：月曜日、年末年始（12月28日～翌年1月4日）、月曜日以外の休日
- 北上市立和賀図書館

〒024-0331 北上市和賀町横川目11地割160番地
開館時間：午前9時から午後5時
休館日：月曜日、年末年始（12月28日～翌年1月4日）、月曜日以外の休日